# Wissthur
Die Wissthur ist ein 8,5 km langer Bach im Schweizer Kanton St. Gallen und ein linker Zufluss der Thur.

## Geographie

### Verlauf
Die Wissthur entspringt auf einer Höhe von 1740 m ü. M. an der Südflanke des Speers, dem mit 1950 m ü. M. Europas höchsten Nagelfluh-Berg.
Sie fliesst vom Speer in ostnordöstlicher Richtung durch das weite Tal Hinterlaad und anschliessend durch das Wandbleiktobel.
Die Wissthur mündet auf 826 m ü. M. beim niedrigsten Punkt der ehemaligen Gemeinde Stein von links in die Thur.
Der etwa 8,5 km lange Lauf der Wissthur endet ungefähr 914 Höhenmeter unterhalb ihrer Quelle, sie hat somit ein mittleres Sohlgefälle von etwa 11 %.

### Einzugsgebiet
Das 17,56 km² grosse Einzugsgebiet der Wissthur liegt in der Talschaft Toggenburg und wird durch sie über die Thur und den Rhein zur Nordsee entwässert.
Es besteht zu 49,6 % aus bestockter Fläche, zu 40,6 % aus Landwirtschaftsfläche, zu 1,0 % aus Siedlungsfläche und zu 8,8 % aus unproduktiven Flächen.
Die Flächenverteilung
Die mittlere Höhe des Einzugsgebietes beträgt 1284,7 m ü. M., die minimale Höhe liegt bei 822 m ü. M. und die maximale Höhe bei 1910 m ü. M.

### Zuflüsse
- Schwemmibach (rechts)
- Sulzbach (rechts)

## Hydrologie
Bei der Mündung der Wissthur in die Thur beträgt ihre modellierte mittlere Abflussmenge (MQ) 1010 l/s. Ihr Abflussregimetyp ist nival de transition und ihre Abflussvariabilität beträgt 19.